# Ягодный (Челябинская область)
Ягодный — посёлок в Троицком районе Челябинской области России, относится к Нижнесанарскому сельскому поселению.

## География
Расположен в южной части района, на берегу озера Кукай.
Уличная сеть состоит из трёх географических объектов: Лесная улица, Набережная улица, Озёрная улица.
Рельеф — равнина (Западно-Сибирская равнина); ближайшие выс.— 239 и 245 м. Ландшафт — лесостепь.
Расстояние до районного центра (Троицк) 48 км, до центра сельского поселения (с. Нижняя Санарка) — 23 км.

## История
Посёлок официально образован (и назван) в 1963 при учебном лесхозе Пермского государственного университета (бывшая терр. Молотовского лесостепного заповедника, созданного в кон. 1920-х гг.).
Первоначально относился к Берлинскому сельсовету.

## Население
| 2002 | 2010 |
| ---- | ---- |
| 15   | ↗21  |

Историческая численность населения:  в 1970 — 25, в 1983 — 27, в 1995 — 20 чел.

## Транспорт
Посёлок связан грунтовыми дорогами с соседними населёнными пунктами.